# 여행 트레일러

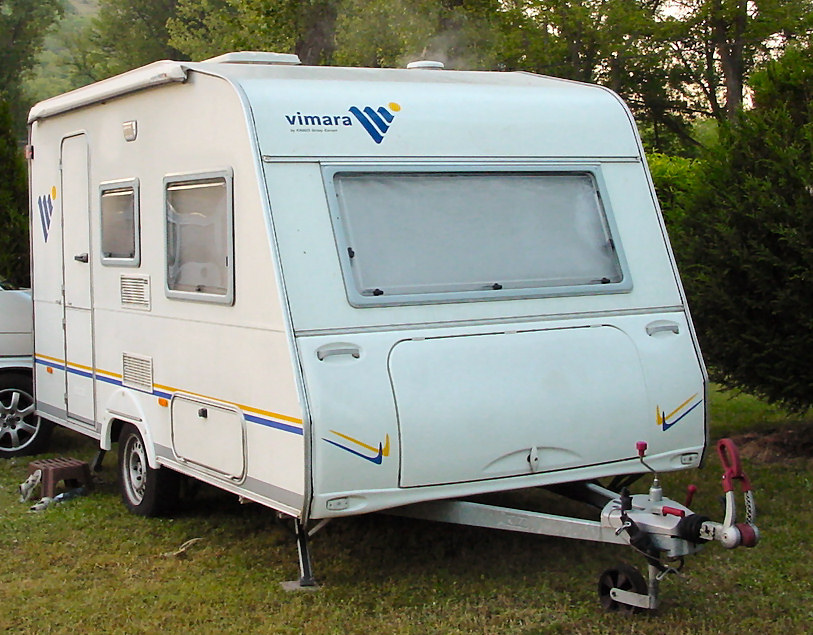
트래블 트레일러

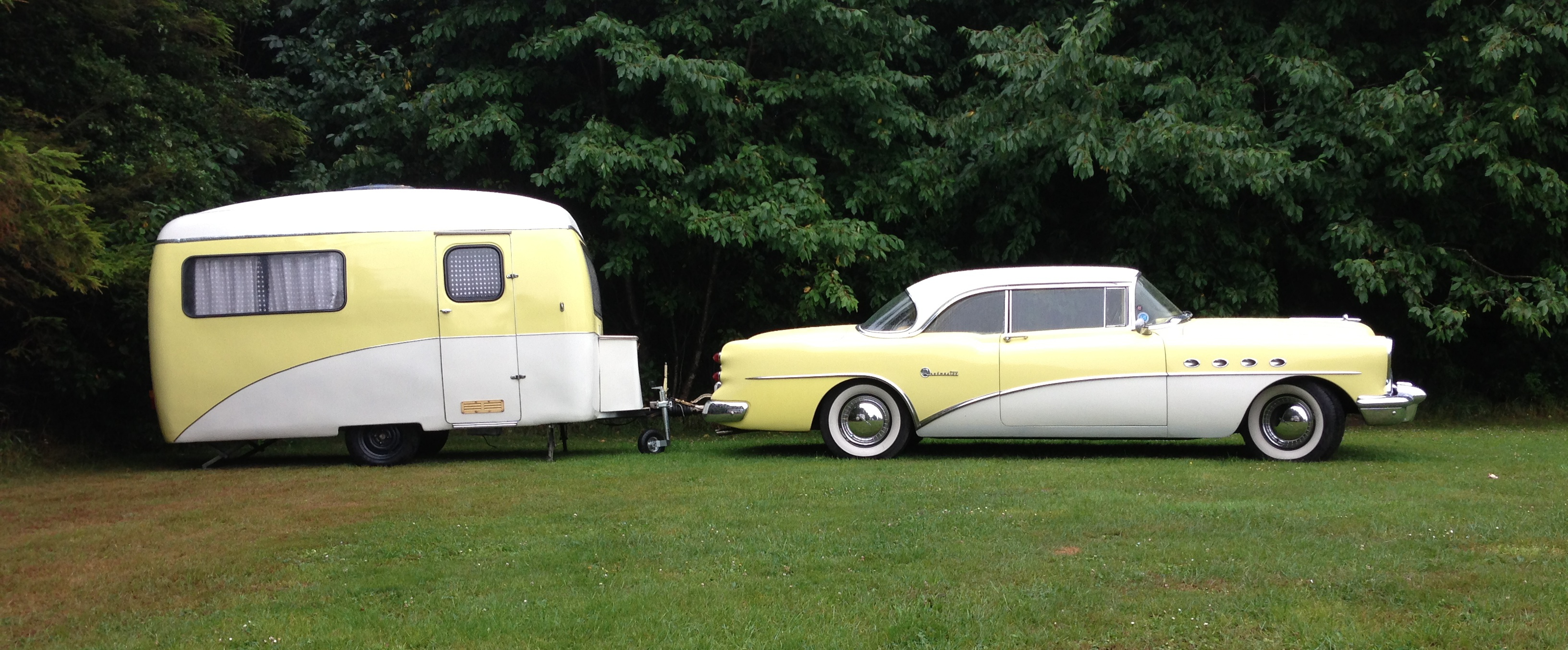
여행 트레일러와 견인차

트래블 트레일러(travel trailer) 또는 캐러밴(caravan)은 자체 동력이 없이 동력 장치가 달린 견인차에 예인되어 끌려가도록 만들어진 여행용 이동 트레일러를 가리킨다. 트래블 트레일러는 여행, 휴가 또는 캠핑 중에 모텔이나 호텔 같은 숙박 시설이 없는 곳에서 집과 같은 주거 수단을 제공해 주는 역할을 한다.  그러나, 일부 국가들은 이용료를 지불하고 지정된 장소에서만 사용할 수 있도록 하여 트래블 트레일러 이용을 제한하기도 한다.

## 같이 보기
- 캠퍼밴